# Liste des US Routes en Alabama
Les US Routes en Alabama font partie du réseau des US Routes. Celles-ci sont entretenues par le Alabama Department of Transportation (ALDOT). Il y en a dix-neuf parcourant un total de 3 852,85 miles (6 200,56 km). La US 31 est la plus longue avec 386,45 miles (621,93 km) et la plus courte est la US 45 parcourant 59,18 miles (95,24 km).

## Liste
| Numéro | Longueur (mi) | Longueur (km) | Terminus sud / ouest                                          | Terminus nord / est                                                               | Créée | Notes |
| ------ | ------------- | ------------- | ------------------------------------------------------------- | --------------------------------------------------------------------------------- | ----- | ----- |
| US 11  | 250,67        | 403,42        | US 11 / US 80 à la frontière avec le Mississippi près de Cuba | US 11 à la frontière avec la Géorgie près de Sulphur Springs                      | 1926  |       |
| US 29  | 226,55        | 364,60        | US 29 à la frontière avec la Floride près de Flomaton         | US 29 / SR 14 à la frontière avec la Géorgie près de Lanett                       | 1926  |       |
| US 31  | 386,45        | 621,93        | US 90 à Spanish Fort                                          | I-65 / US 31 à la frontière avec le Tennessee près d'Ardmore                      | 1926  |       |
| US 43  | 350,98        | 564,84        | US 90 à Prichard                                              | US 43 à la frontière avec le Tennessee près de Green Hill                         | 1934  |       |
| US 45  | 59,18         | 95,24         | US 98 à Mobile                                                | US 45 à la frontière avec le Mississippi près de Yellow Pine                      | 1926  |       |
| US 72  | 167,21        | 269,10        | US 72 à la frontière avec le Mississippi près de Lime Klin    | US 72 à la frontière avec le Tennessee près de Bridgeport                         | 1926  |       |
| US 78  | 192,19        | 309,30        | US 78 à la frontière avec le Mississippi près de Bexar        | US 78 / SR 8 à la frontière avec la Géorgie près de Muscadine                     | 1926  |       |
| US 80  | 218,62        | 351,84        | US 11 / US 80 à la frontière avec le Mississippi près de Cuba | US 80 / SR 22 au fleuve Chattahoochee / frontière avec la Géorgie à Phenix City   | 1926  |       |
| US 82  | 239,90        | 386,07        | US 82 à la frontière avec le Mississippi près de Stafford     | US 82 / SR 50 au fleuve Chattahoochee / frontière avec la Géorgie à Eufaula       | 1934  |       |
| US 84  | 231,68        | 372,86        | US 84 à la frontière avec le Mississippi près d'Isney         | US 84 / SR 38 au fleuve Chattahoochee / frontière avec la Géorgie près d'Alaga    | 1926  |       |
| US 90  | 77,03         | 123,97        | US 90 à la frontière avec le Mississippi près de Grand Bay    | US 90 au fleuve Perdido / frontière avec la Floride près de Seminole              | 1926  |       |
| US 98  | 80,25         | 129,15        | US 98 à la frontière avec le Mississippi près de Wilmer       | US 98 au fleuve Perdido / frontière avec la Floride près de Lillian               | 1955  |       |
| US 231 | 331,00        | 533,00        | US 231 à la frontière avec la Floride près de State Line      | US 231 / US 431 à la frontière avec le Tennessee près de Fisk                     | 1926  |       |
| US 278 | 199,16        | 320,52        | US 278 à la frontière avec le Mississippi près de Sulligent   | US 278 / SR 6 à la frontière avec la Géorgie près de Palestine                    | 1951  |       |
| US 280 | 141,26        | 227,33        | I-20 / I-59 / US 31 à Birmingham                              | US 280 / SR 520 au fleuve Chattahoochee / frontière avec la Géorgie à Phenix City | 1953  |       |
| US 331 | 103,00        | 166,00        | US 331 à la frontière avec la Floride à Florala               | US 80 / US 82 à Montgomery                                                        | 1952  |       |
| US 411 | 87,60         | 141,00        | US 78 à Leeds                                                 | US 411 / SR 53 à la frontière avec la Géorgie près de Forney                      | 1934  |       |
| US 431 | 341,82        | 550,11        | US 231 à Dothan                                               | US 231 / US 431 à la frontière avec le Tennessee près de Fisk                     | 1953  |       |